# Sharon Macdonald
Sharon Jeannette Macdonald (* 1961) ist eine britische Ethnologin und Museumswissenschaftlerin.
Macdonald wurde 1987 an der Universität Oxford promoviert und war an der Brunel University und der Keele University, bevor sie 1996 zunächst Lecturer, dann 2005 Reader für Kulturanthropologie an der University of Sheffield wurde. Ab 2006 lehrte sie als Professorin für Sozialanthropologie an der University of Manchester. 2012 wurde sie Anniversary Professor am Department of Sociology der University of York. Dort leitete sie den "Profusion"-Schwerpunkt im Heritage Futures Projekt. 2015 trat sie eine Alexander-von-Humboldt-Professur an der Humboldt-Universität zu Berlin (Institut für Europäische Ethnologie) an, wo sie mit Unterstützung der Stiftung Preußischer Kulturbesitz und dem Museum für Naturkunde (Berlin) ein Zentrum für Kulturerbe- und Museumsforschung aufgebaut hat (CARMAH, Centre for Anthropological Research on Museums and Heritage). Macdonald erhielt außerdem (über die Dauer der Alexander-von-Humboldt-Professur hinaus) eine reguläre Professur für Europäische Ethnologie an der Humboldt-Universität zu Berlin. Sie arbeitet auch am Projekt des Humboldt Forums mit.
Macdonald erforscht, wie Gesellschaften ihre Artefakte und Themen für die Präsentation in Museen auswählen, auch vor dem Hintergrund, dass in den meisten Museen nur rund fünf Prozent der Bestände der Öffentlichkeit präsentiert werden. Das tat sie auch in Deutschland (als Humboldt-Stipendiatin von 2000 bis 2006) im Bezug auf den Nationalsozialismus in Nürnberg. In jüngerer Zeit befasst sie sich mit der Darstellung des Islam in Museen, neben ihren weiteren Forschungsthemen der Raubkunst und Kolonialgeschichte in Museen.
2011 war sie Gastprofessorin an der Universität Peking. Sie ist Fellow der Royal Anthropological Society und der Royal Historical Society. 2024 wurde Macdonald zum Mitglied der Academia Europaea gewählt.
Seit 2021 leitet sie das Hermann von Helmholtz-Zentrum für Kulturtechnik.

## Schriften (Auswahl)
- Difficult heritage : negotiating the Nazi past in Nuremberg and beyond, Routledge 2009
- Herausgeberin mit Helen Rees Leahy: The International Handbooks of Museum Studies, 4 Bände, Wiley-Blackwell 2015
- Memorylands: Heritage and Identity in Europe Today, Taylor and Francis 2013
- Behind the Scenes at the Science Museum, Berg Publishers 2002
- Herausgeberin mit Pat Holden, Shirley Ardener: Images of Women in Peace and War: Cross-Cultural and Historical Perspectives, Macmillan 1987
- als Herausgeberin: The Politics of Display: Museums, Science, Culture, Routledge 1998
- als Herausgeberin: A Companion to Museum Studies, Blackwell Companions in Cultural Studies, Wiley-Blackwell 2006